# سيد سميث
سيد سميث (بالإنجليزية: Sid Smith)‏ (و. 1925 – 2004 م) هو لاعب هوكي الجليد كندي، ولد في تورونتو، مركز لعبه هو جناح ‏، توفي في واسغا بيتش، أونتاريو، عن عمر يناهز 79 عاماً.
.

## جوائز
حصل على جوائز منها:
- كأس ستانلي.

## روابط خارجية
- سيد سميث على موقع دوري الهوكي الوطني (الإنجليزية)
- سيد سميث على موقع قاعة مشاهير الهوكي (لاعب أن.إتش.أل) (الإنجليزية)
- سيد سميث على موقع EliteProspects.com (الإنجليزية)
- سيد سميث على موقع HockeyDB.com (الإنجليزية)
- سيد سميث على موقع Hockey-Reference.com (الإنجليزية)